# Sindangresmi (Takokak)
Sindangresmi is een bestuurslaag in het regentschap Cianjur van de provincie West-Java, Indonesië. Sindangresmi telt 6971 inwoners (volkstelling 2010).